# Kirchberg (Verbandsgemeinde)
Pour les articles homonymes, voir Kirchberg.
Kirchberg est une Verbandsgemeinde (collectivité territoriale) de l'arrondissement de Rhin-Hunsrück dans la Rhénanie-Palatinat en Allemagne. Le siège de cette Verbandsgemeinde est dans la ville de Kirchberg (Hunsrück).
La Verbandsgemeinde de Kirchberg consiste en cette liste d'Ortsgemeinden (municipalités locales) :

Localisation du Verbandsgemeinde de Kirchberg dans l'arrondissement de Rhin-Hunsrück

| 1. Bärenbach 2. Belg 3. Büchenbeuren 4. Dickenschied 5. Dill 6. Dillendorf 7. Gehlweiler 8. Gemünden 9. Hahn 10. Hecken 11. Heinzenbach 12. Henau 13. Hirschfeld (Hunsrück) 14. Kappel | 1. Kirchberg (Hunsrück) 2. Kludenbach 3. Laufersweiler 4. Lautzenhausen 5. Lindenschied 6. Maitzborn 7. Metzenhausen 8. Nieder Kostenz 9. Niedersohren 10. Niederweiler 11. Ober Kostenz 12. Raversbeuren 13. Reckershausen | 1. Rödelhausen 2. Rödern 3. Rohrbach 4. Schlierschied 5. Schwarzen 6. Sohren 7. Sohrschied 8. Todenroth 9. Unzenberg 10. Wahlenau 11. Womrath 12. Woppenroth 13. Würrich |